# Nhiếp ảnh tự nhiên

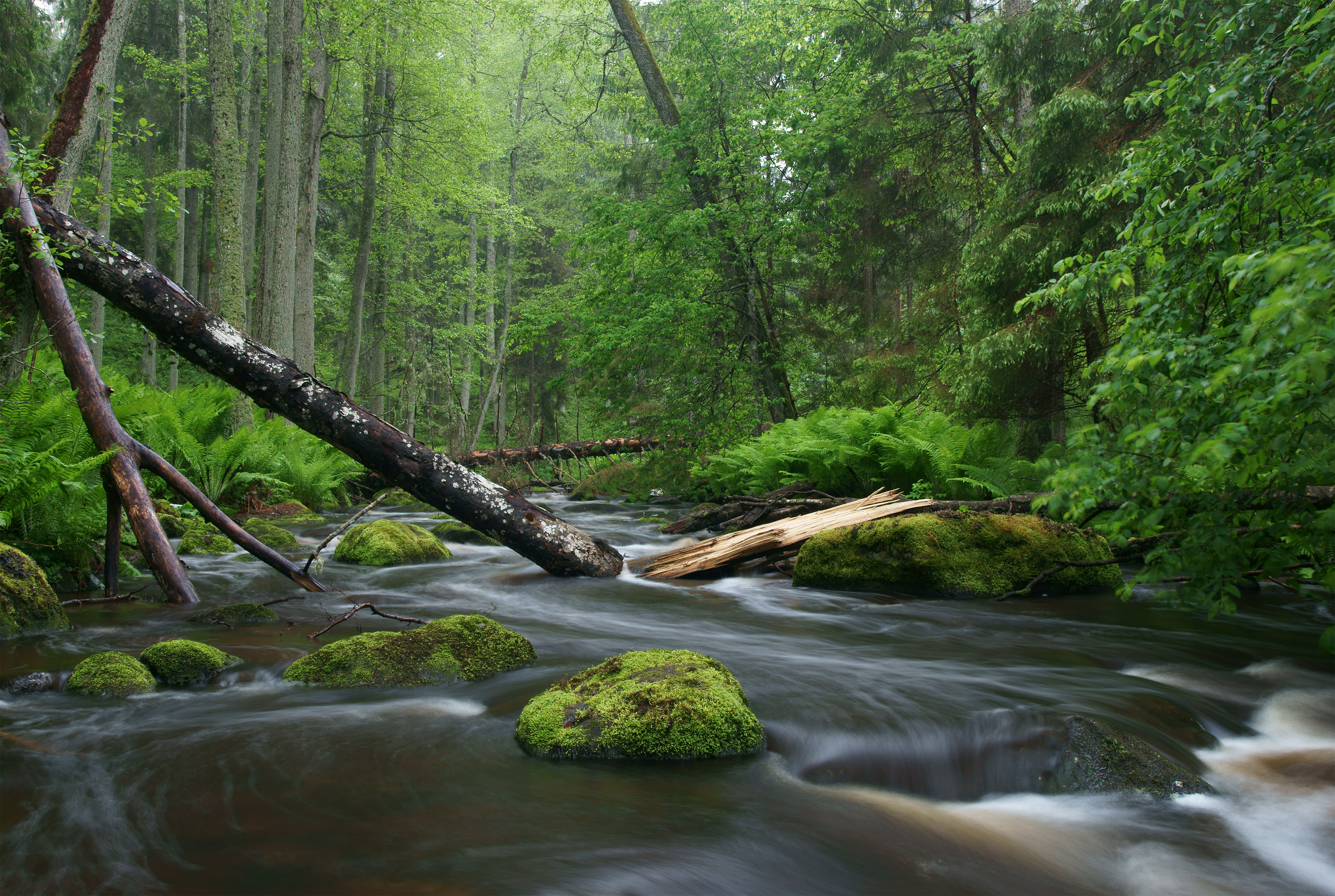
Các công viên tự nhiên là nơi thường áp dụng nhiếp ảnh thiên nhiên. Công viên Quốc gia Lahemaa ơ Estonia.

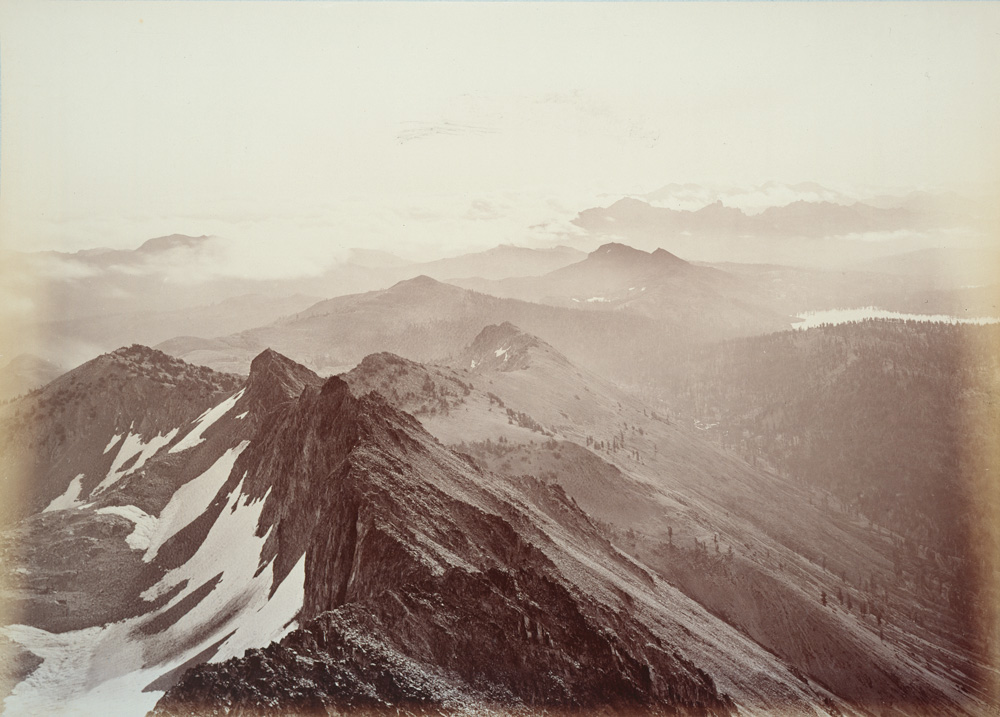
Nhiếp ảnh phong cảnh vào năm 1873-1883

Nhiếp ảnh tự nhiên là phong cách nhiếp ảnh chụp ngoài trời và chuyên dùng để thể hiện các yếu tố tự nhiên như phong cảnh, động vật hoang dã, thực vật và cận cảnh các cảnh quan và kết cấu thiên nhiên. Nhiếp ảnh thiên nhiên có xu hướng nhấn mạnh hơn vào giá trị thẩm mỹ của bức ảnh so với các thể loại nhiếp ảnh khác, chẳng hạn như nhiếp ảnh báo chí và nhiếp ảnh tài liệu.

"Nhiếp ảnh thiên nhiên" trùng lặp với các thể loại nhiếp ảnh khác—và đôi khi được coi là một thể loại bao quát bao gồm - "Nhiếp ảnh động vật hoang dã" "nhiếp ảnh phong cảnh", và "Nhiếp ảnh vườn." 
Những bức ảnh thiên nhiên được xuất bản trong các tạp chí khoa học, du lịch và văn hóa như tạp chí địa lý quốc gia, tạp chí động vật hoang dã quốc gia và tạp chí Audubon hoặc các tạp chí chuyên sâu khác như Outdoor Photographer và Nature's Best Photography. Các nhiếp ảnh gia thiên nhiên nổi tiếng bao gồm Frans Lanting, Galen Rowell, Eliot Porter và Art Wolfe.

## Nhiếp ảnh thế giới hoang dã

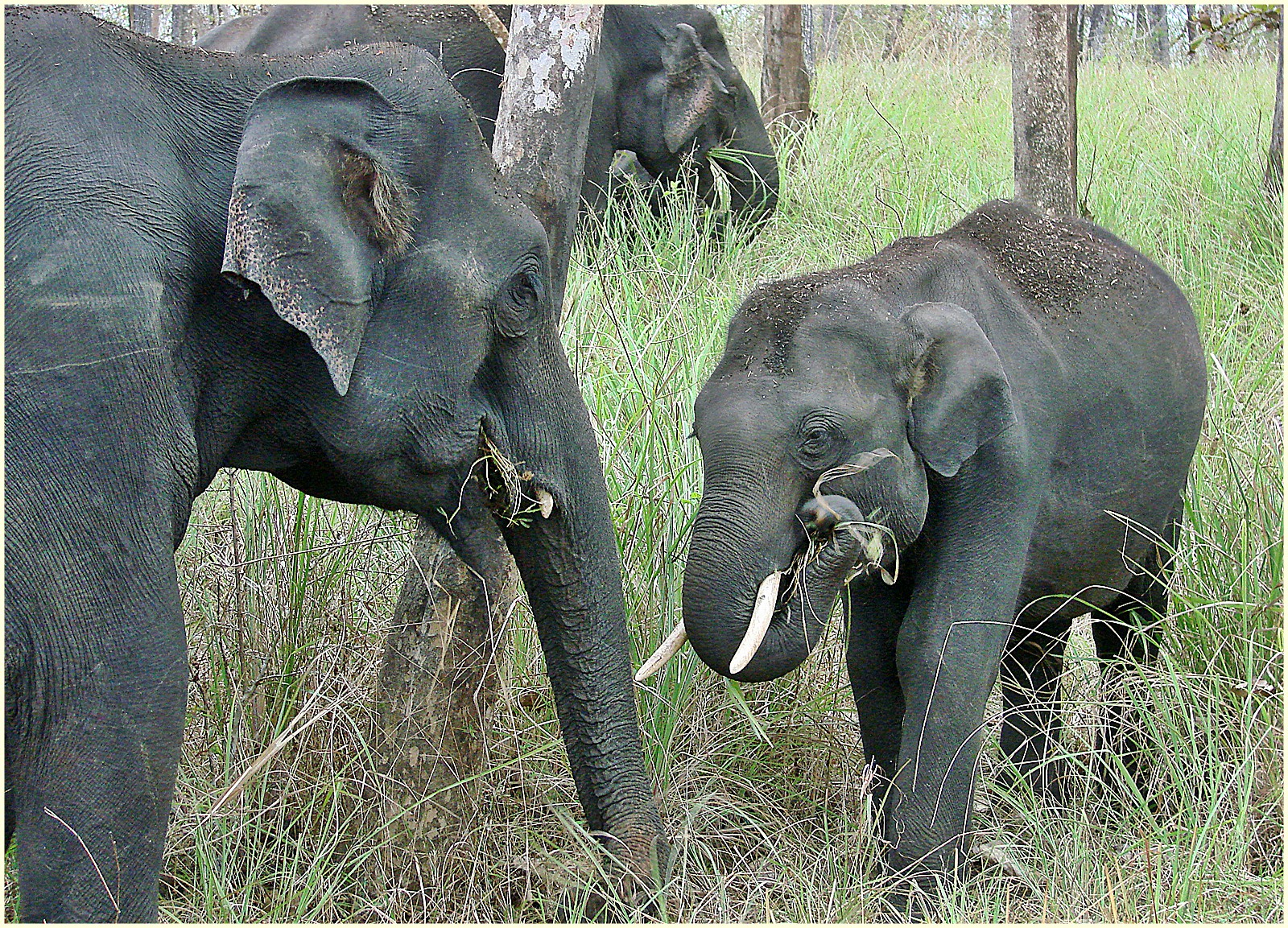
Voi Ấn Độ tại Công viên Quốc gia Mudumalai, Ấn Độ

Nhiếp ảnh động vật hoang dã chuyên về ghi lại các khoảnh khắc của động vật hoang dã trong môi trường sống tự nhiên của chúng. Các loài động vật thường được ghi lại bằng máy ảnh khi đang hoạt động, chẳng hạn như ăn uống, đánh nhau, hoặc đang bay. Ngoài ra, các hình ảnh chân dung tĩnh có thể được sử dụng để khắc họa các chi tiết của động vật hoang dã hoặc mô tả chúng trong môi trường sống của mình. Động vật hoang dã bị bắt hoặc điều khiển thường được dùng để chụp hình thay cho các loài hoang dã thực sự. Điều này rất đáng bị lên án cho dù nó tạo thành nhiếp ảnh thế giới hoang dã thực sự.
Các tổ chức nhiếp ảnh lớn nhất của thế giới, Hiệp hội nhiếp ảnh Hoa Kỳ, Fédération Internationale de l'Art Photographique và Royal Photographic Society đã đồng ý với một định nghĩa cho nhiếp ảnh thiên nhiên và động vật hoang dã sẽ được áp dụng cho các cuộc thi nhiếp ảnh. Kỹ thuật chụp ảnh động vật hoang dã khác biệt đáng kể so với các kỹ thuật được sử dụng trong chụp ảnh phong cảnh. Ví dụ, trong nhiếp ảnh động vật hoang dã các khẩu độ rộng được sử dụng để đạt được tốc độ màn trập nhanh, đóng băng chuyển động của đối tượng, và làm mờ hậu cảnh, trong khi đó các nhiếp ảnh gia phong cảnh ưa thích các khẩu độ nhỏ hơn. Nhiếp ảnh động vật hoang dã cũng thường sử dụng với ống kính tele dài từ một khoảng cách lớn; việc sử dụng các ống kính tele như vậy thường xuyên đòi hỏi phải sử dụng một chân máy (ống kính càng dài thì việc cầm giữ bằng tay càng khó). Nhiều nhiếp ảnh gia động vật hoang dã cũng sử dụng các tấm chắn sáng hay các dụng cụ để ngụy trang.

## Macro và kết cấu

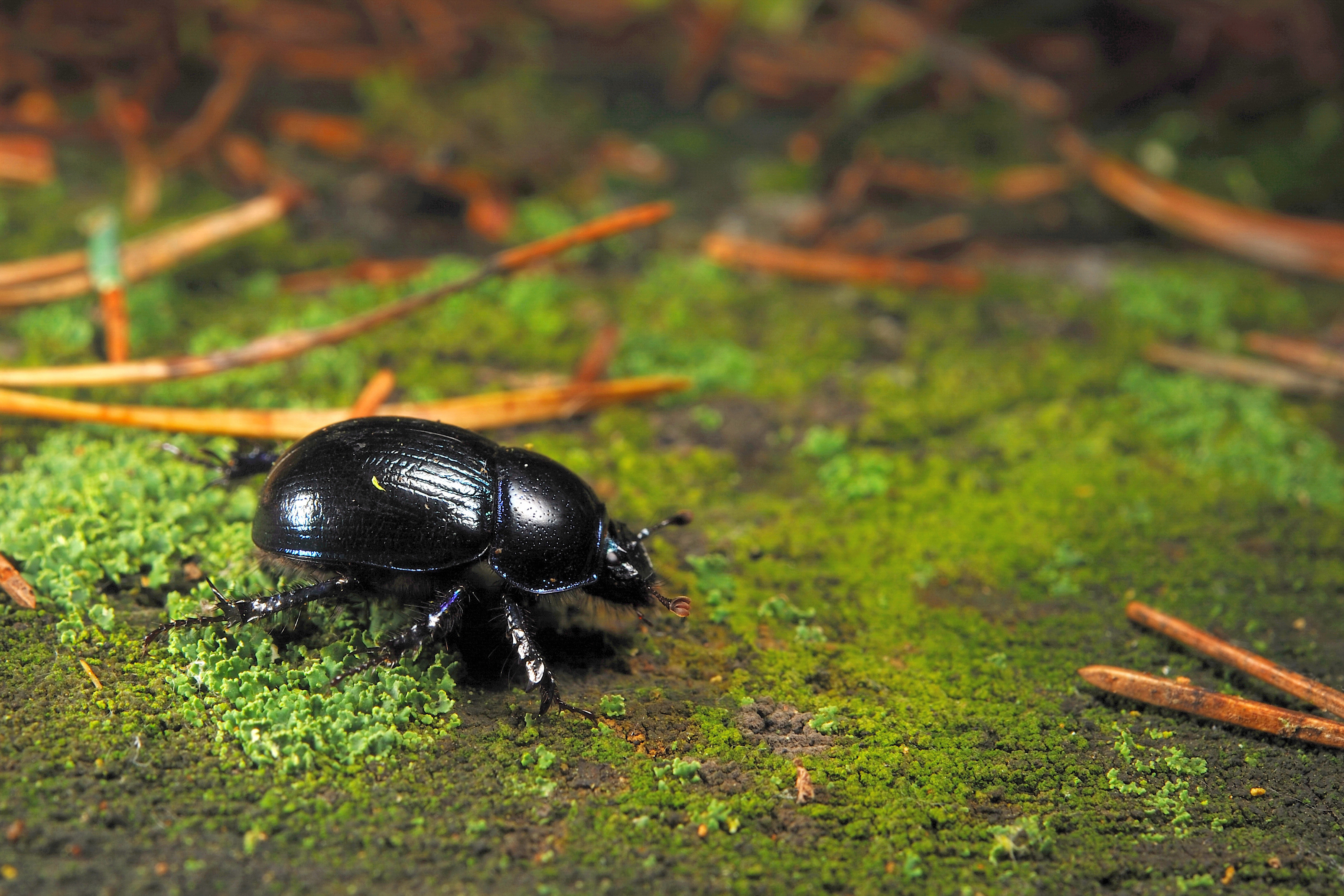
Nhiếp ảnh tự nhiên gồm các hình ảnh được tạo thành từ cả các đối tượng lớn và cả đối tượng nhỏ. Hình của con bọ sử dụng Tiêu cự 60 mm và tốc độ chụp là 1/320 giây

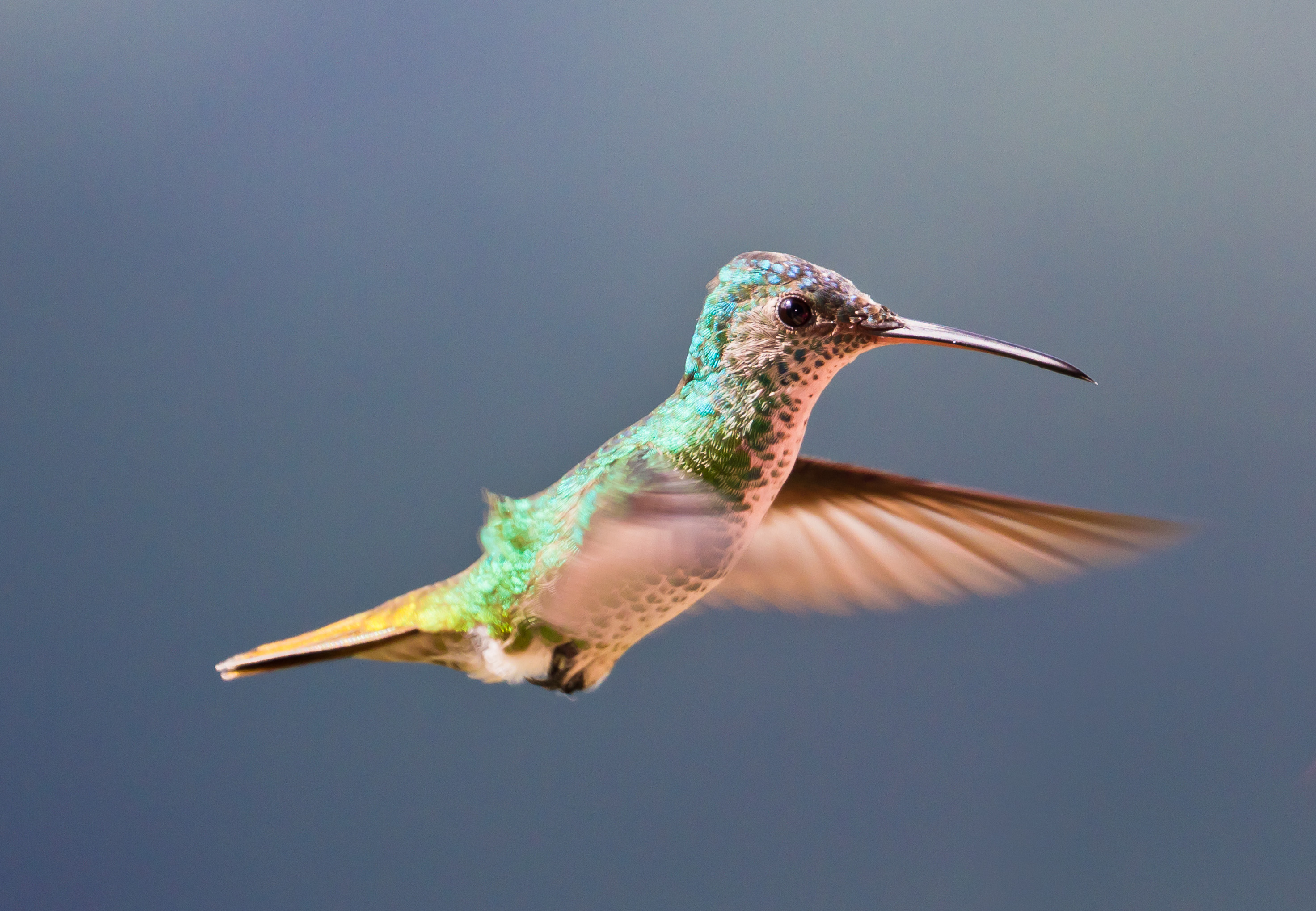
Chim ruồi được chụp với tiêu cự 300mm và tốc độ chụp 1/800 giây từ khoảng cách xa 2.72 mét

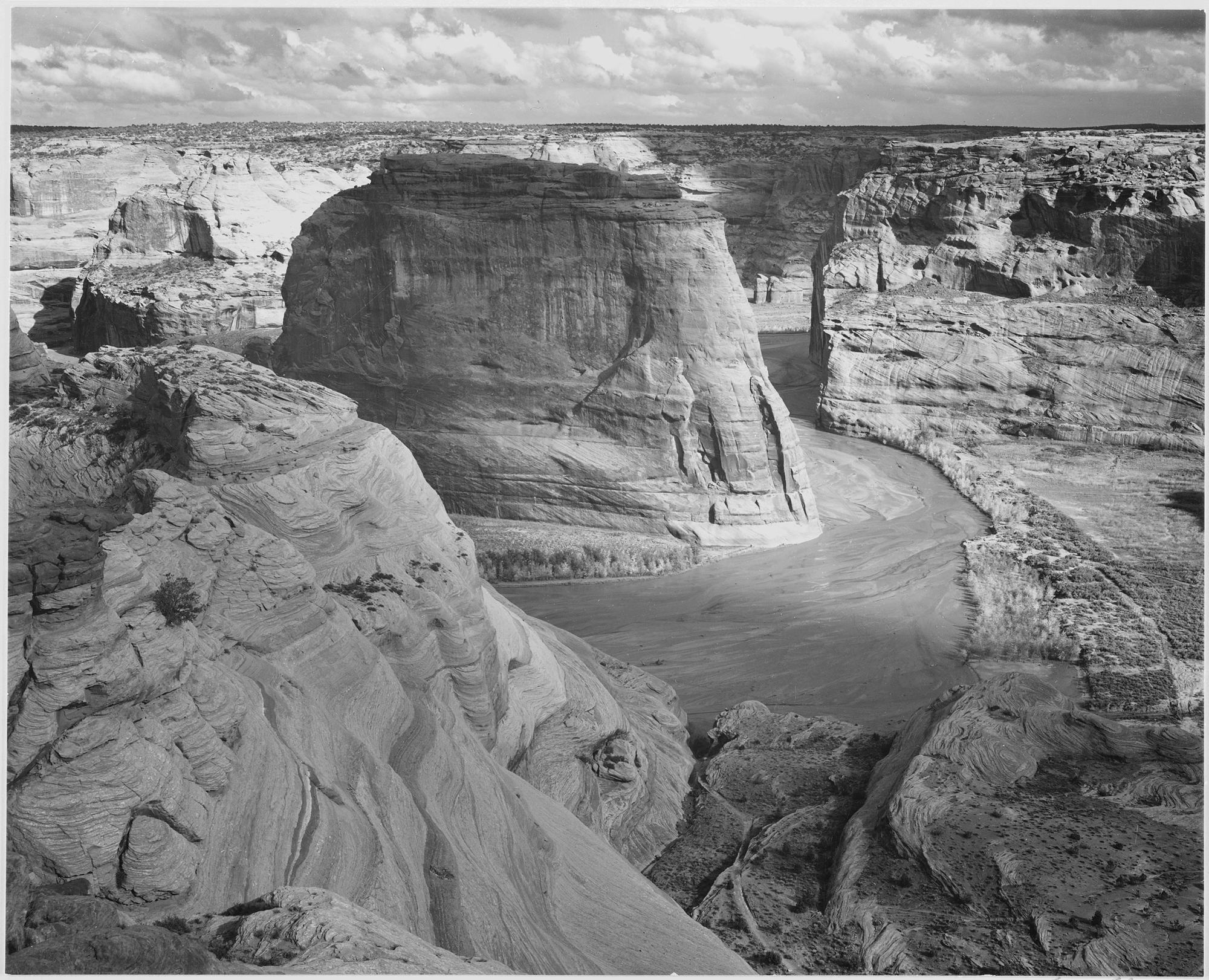
Nhiếp ảnh Phong cảnh Trắng Đen bởi Ansel Adams

Bài viết Nhiếp ảnh macro giải thích đó là cách chụp nói chung là phải tiến sát lại chủ thể muốn chụp; Tuy nhiên, đây cũng là một loại Nhiếp ảnh thiên nhiên thiên nhiên. Trong khi các đối tượng macro phổ biến như -ong, chuồn chuồn,...-có thể được xem là động vật hoang dã, thế giới của chúng cũng rất thích hợp cho nghệ thuật nhiếp ảnh.
Nhiều nhiếp ảnh ghi hình ảnh của những họa tiết ở một hòn đá, cái vỏ cây, lá, hay bất cứ ai khác nhỏ cảnh. Nhiều cái kiểu này ảnh trừu tượng. Nhỏ cây cỏ và cây nấm cũng nổi tiếng đối tượng. Gần thiên nhiên nhiếp ảnh không phải lúc nào cũng cần một sự thật macro kính; tuy nhiên, những cảnh ở đây đủ nhỏ mà họ thường coi khác với bình thường phong cảnh.

## Sử dụng màu sắc
Các bức ảnh màu sắc không phải là một yêu cầu của nhiếp ảnh thiên nhiên. Ansel Adams nổi tiếng với các bức ảnh thiên nhiên đen trắng, trong khi đó Galen Rowell ca ngợi phim Fujifilm Velvia vì màu sắc tươi sáng, bão hòa của nó, nỗi tiếng với câu hỏi "ai mà muốn chụp các bức ảnh mờ sẽ bị tồn tại được một trăm năm?"  Cả hai ông phân biệt giữa nhiếp ảnh như là một hình thức nghệ thuật diễn cảm và kỹ thuật ánh sáng; một sự sao chép chính xác là không cần thiết.

## Đạo đức
Một số mối quan tâm và tranh luận đạo đức và xung quanh việc sáng tác của nhiếp ảnh thiên nhiên. Những vấn đề chung liên quan đến khả năng tiềm ẩn gây áp lực hoặc làm hư hại ảnh hưởng đến động vật hoang dã, tiềm năng mà các nhiếp ảnh gia dẫm đạp và phá hủy các khu vực tự nhiên, việc sử dụng trò săn thú (lùa thú vào một khu vực để săn), và tính chân thực và dùng tiểu xảo bóp méo sự thực trong nhiếp ảnh.